# Ozim
Ozim je název pro plodinu, která se vysévá na podzim a sklízí v létě následujícího roku. Opakem ozimu jsou jařiny. Ozimé rostliny patří do dvouletých rostlin a tím pádem i do monokarpických rostlin. Zpravidla na podzim vyklíčí, přezimují ve vegetativním stavu a na jaře pokračují v růstu, vykvetou, vytvoří semena a uhynou. Takto se pěstují plodiny v zemědělství jako jsou ječmen, pšenice, žito.

## Historie
Ve středověkém trojpolním hospodářství slovo ozim označovalo 2. část (druhý rok) tříletého cyklu.